# Aechmea echinata
Aechmea echinata är en gräsväxtart som först beskrevs av Elton Martinez Carvalho Leme, och fick sitt nu gällande namn av Elton Martinez Carvalho Leme. Aechmea echinata ingår i släktet Aechmea och familjen Bromeliaceae. Inga underarter finns listade i Catalogue of Life.